# Parasphaerascleridae
Parasphaerascleridae is een familie van zachte koralen uit de klasse der Anthozoa (Bloemdieren).

## Geslacht
- Parasphaerasclera McFadden & van Ofwegen, 2013